# La Grande Débandade
Pour plus de détails, voir Fiche technique et Distribution.
La Grande Débandade (Le avventure e gli amori di Scaramouche) est une comédie de cape et d'épée italienne réalisée par Enzo G. Castellari, sortie en 1976.

## Synopsis
Scaramouche organise avec son complice Fischio un attentat contre Napoléon mais devient rapidement l'objet du désir de l'impératrice Joséphine...

## Fiche technique
Sauf indication contraire, les informations mentionnées dans cette section peuvent être confirmées par la base de données cinématographiques IMDb,  présente dans la section « Liens externes ».
- Titre original : Le avventure e gli amori di Scaramouche
- Titre français : La Grande Débandade ou Je m'appelle Scaramouche
- Réalisation : Enzo G. Castellari
- Scénario : Tito Carpi, Enzo G. Castellari
- Photographie : Giovanni Bergamini
- Montage : Gianfranco Amicucci
- Musique : Franco Bixio, Fabio Frizzi, Vince Tempera
- Son : Pietro Spadoni
- Cascades : Rocco Lerro
- Producteur : Federico Aicardi
- Société de production : Embassy Pictures, Epee Cinematografica, Jadran Film, Lisa-Film
- Format : Couleur - 35 mm
- Pays de production :  Italie,  Yougoslavie,  Danemark
- Langue de tournage : italien
- Genre : Cape et d'épée, Comédie d'aventure
- Durée : 101 minutes[1].
- Dates de sortie : 
  - Italie : 23 janvier 1976
  - France : 1er octobre 1980

## Distribution
- Michael Sarrazin (VF : Dominique Paturel) : Scaramouche
- Ursula Andress : Joséphine de Beauharnais
- Aldo Maccione (VF : Roger Carel) : Napoléon Ier
- Giancarlo Prete : Fischio, le coiffeur
- Michael Forest : Danglar
- Salvatore Borgese : Chagrin
- Nico il Grande : le scribe de Napoléon
- Romano Puppo : garde impérial
- Massimo Vanni : garde impérial
- Alex Togni : garde impérial
- Damir Mejovsek : le général cosaque
- Vera De Oliveira : la femme de chambre de Joséphine
- Peter Berling : le général français
- Gisela Hahn : Babette
- Luciano Pigozzi : la mari de Babette
- Karin Fiedler: la vivandière
- Riccardo Garrone : le client du coiffeur
- Renzo Marignano : l'autre client du coiffeur
- Nerina Montagnani : l'ex-femme
- Adolfo Belletti : l'ex-mari
- Enzo Fiermonte : le capitaine
- Dante Cleri : le voyeur
- Rocco Lerro : le lieutenant français